# Sakurazaka46
Le Sakurazaka46 (櫻坂46 (Sakurazaka Forty-six?); note precedentemente come 欅坂46 (Keyakizaka Forty-six?)) sono un gruppo musicale giapponese formatosi nel 2015.
Si tratta di un girl group di tipo idol.

## Discografia

### Album in studio
- 2017 – Masshirona Mono wa Yogoshitaku Naru (真っ白なものは汚したくなる)
- 2018 – Hashiridasu Shunkan (走り出す瞬間) Hiragana Keyaki

### Singoli
- 2016 – Silent Majority (サイレントマジョリティー)
- 2016 – Sekai ni wa Ai Shika Nai (世界には愛しかない)
- 2016 – Futari Saison (二人セゾン)
- 2017 – Fukyōwaon (不協和音)
- 2017 – Kaze ni Fukarete mo (風に吹かれても)
- 2018 – Glass wo Ware! (ガラスを割れ!)
- 2018 – Ambivalent (アンビバレント)
- 2019 – Kuroi Hitsuji (黒い羊)